# Oleg Romanichine
Oleg Mikhaïlovitch Romanichine (russe : Олег Михайлович Романишин), né le 10 janvier 1952 à Lviv en Ukraine (URSS) est un joueur d'échecs soviétique, puis ukrainien.

## Carrière

### Champion d'Europe junior et grand maître international (1973-1976)

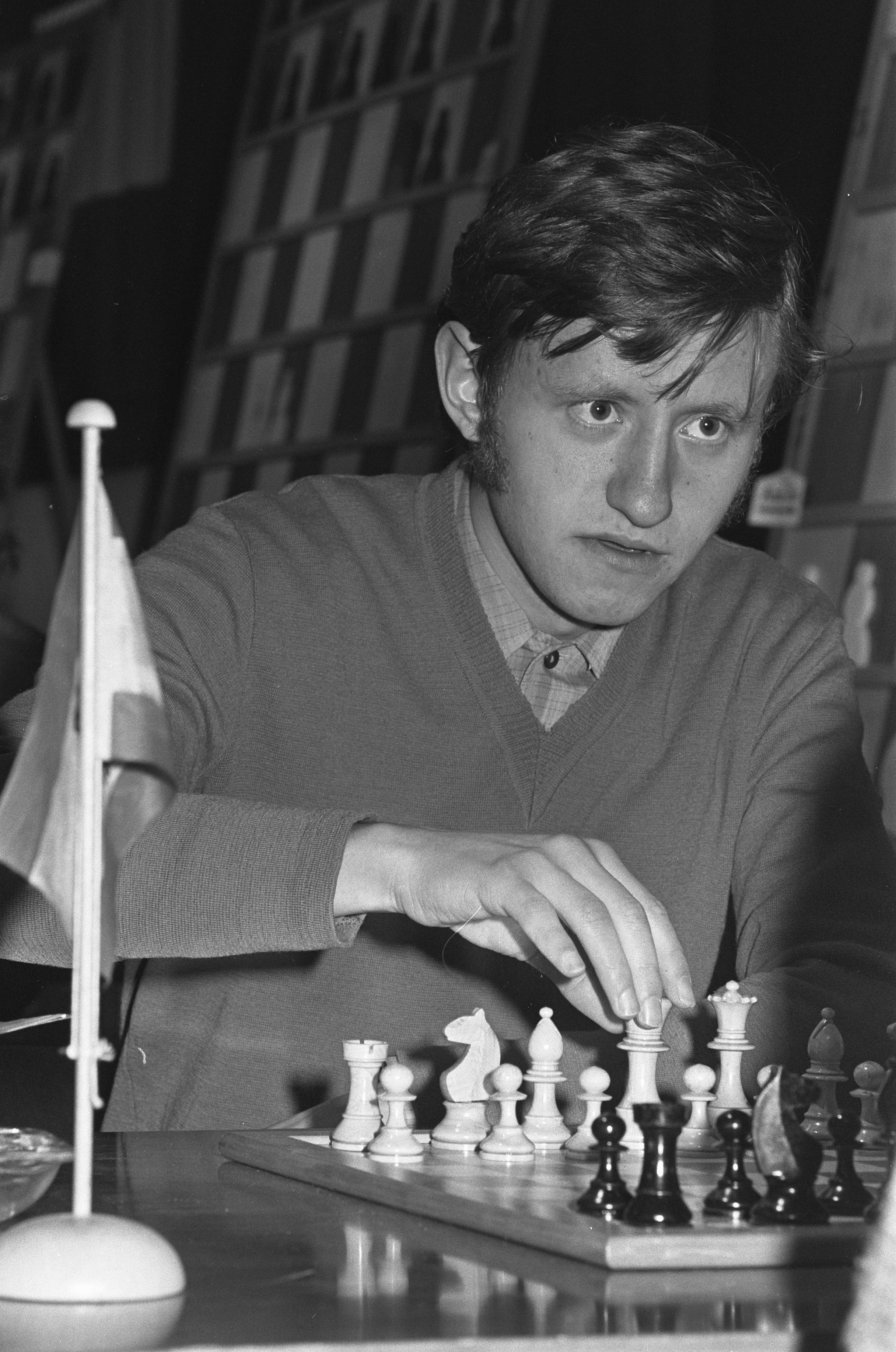
Oleg Romanichine en 1972

Romanichine obtient de nombreux succès dans sa jeunesse. Après avoir remporté le championnat d'Europe junior en 1973, il devient maître international la même année. Il obtient le titre de grand maître international en 1976 et remporte le mémorial Capablanca en 1977.

### Championnats d'URSS (1974-1983)
Romanichine finit cinquième du championnat d'URSS en 1974, après avoir remporté la finale de première ligue un mois auparavant (à Odessa).
En 1975 à Erevan, Romanichine eut un excellent résultat au championnat soviétique, finissant deuxième (+7 -3 =5) avec Boris Goulko, Mikhaïl Tal et Rafael Vaganian et derrière Tigran Petrossian.
Il ne remporta jamais le titre, bien qu'il eût régulièrement figuré en haut ou milieu de tableau. Sa dernière participation eut lieu en 1983. En 1978, il finit à nouveau cinquième de la finale ; puis troisième en décembre 1980 - janvier 1981 (derrière Psakhis et Beliavski), et à nouveau troisième en décembre 1981 derrière les deux vainqueurs Psakhis et Kasparov. Lors de sa dernière participation, en 1983, il termina sixième.

### Tournois interzonaux et match des candidats (1979-1994)
Ses bons classements au championnat d'URSS le firent admettre dans deux tournois interzonaux.
En avril 1978, un tournoi zonal fut disputé à Lvov où il se qualifia pour l'interzonal.
En 1979 à Rīga, Romaninichine échoua à ½ point du match de barrage qualificatif en terminant 5e-6e (+7 -3 =7).
À Taxco en 1985, il finit à une décevante 9e-13e place (+2 -4 =9).
Après une longue absence, il revint à Groningue en 1993 au tournoi qualificatif en système suisse du cycle PCA où il termina 7e sur 54 participants en marquant 7/10 et se qualifia pour les matchs des candidats.
En 1994, en quart de finale des candidats, il fut opposé à Viswanathan Anand contre qui il perdit (-3 =4).

### Tournois
Son palmarès de victoires en tournoi est imposant. On peut citer
- Odessa 1974,
- Novi Sad 1975,
- Erevan 1976,
- Hastings 1976-1977,
- Leningrad 1977 (ex aequo avec Tal),
- Gausdal 1979,
- Polanica-Zdrój (mémorial Rubinstein) 1980,
- Lviv 1981 (ex aequo avec Tal),
- Jurmala 1983,
- Moscou 1985,
- Reggio Emilia 1986 (ex aequo avec Ulf Andersson et Ljubomir Ljubojević) et
- Debrecen 1990.

Il participa au championnat open de Hongrie à Győr en 1990 et obtint une victoire importante deux points devant le second.
Ses deuxièmes places au tournoi de Tilburg 1979 (derrière Anatoli Karpov) et au tournoi de Dortmund 1982 (derrière Vlastimil Hort) sont aussi des faits marquants de sa carrière. Il est troisième ex aequo à Sotchi en 1982.
Il est moins présent en tournoi de nos jours, bien qu'il conserve un classement compétitif et remporte encore des tournois de moins grande  importance du circuit, comme Solin-Split 2004 et Hotel Petra (Rome) 2005.

### Compétitions internationales par équipes

#### Olympiades universitaires (1974-1977)
En 1974, Romanichine faisait partie de l'équipe d'URSS victorieuse au championnat du monde des étudiants par équipes à Teesside (Angleterre), où il obtint le meilleur score au 4e échiquier avec 8/9 (+7 =2) et remporta la médaille d'or individuelle. Il participa encore à deux autres éditions où il fut à nouveau vainqueur avec l'URSS.
- 1976 - Caracas : 1er échiquier (+5 -1 =2) - Médaille d'or
- 1977 - Mexico : 1er échiquier (+4 -1 =4)

#### Olympiades
Romanichine ne participa à cette compétition qu'une fois sous les couleurs de l'URSS qui remporta la médaille d'argent.
- 1978 - Buenos Aires : 1er remplaçant (+4 -1 =5)

De 1992 à 2000, il joua pour l'équipe d'Ukraine avec laquelle il prit la médaille d'argent en 1996 et celle de bronze en 1998 et 2000.
- 1992 - Manille : 3e échiquier (+4 -2 =5)
- 1994 - Moscou : 3e échiquier (+5 -1 =6)
- 1996 - Erevan : 3e échiquier (+2 -1 =6)
- 1998 - Elista : 3e échiquier (+2 -1 =4)
- 2000 - Istanbul : 1er remplaçant (+1 -1 =6)

#### Championnats d'Europe par équipes
Il fut sélectionné à trois reprises par l'URSS qui gagna à chaque fois la médaille d'or.
- 1977 - Moscou : 7e échiquier (+2 -1 =3) - Médaille d'or
- 1980 - Skara : 7e échiquier (+3 -1 =2) - Médaille d'or
- 1983 - Plovdiv : 8e échiquier (+3 =3) - Médaille d'or

Après la disparition de l'Union Soviétique, il joua trois fois au 3e échiquier de l'Ukraine.
- 1992 - Debrecen : +4 =3
- 1999 - Batoumi : +2 -1 =3
- 2001 - León : +1 =7

#### Championnats du monde par équipes
Romanichine ne fut jamais retenu pour l'équipe d'URSS, mais il défendit trois fois l'Ukraine. Elle remporta la médaille d'argent en 1993 et la médaille d'or en 2001.
- 1993 - Lucerne : 3e échiquier (+2 -1 =4)
- 1997 - Lucerne : 4e échiquier (+1 -1 =4)
- 2001 - Erevan : 1er remplaçant (+1 =3) - Médaille d'argent

#### Match URSS contre le Reste du monde (1984)
Lors du match URSS - Reste du monde de Londres en 1984, Romanichine se trouvait sur la liste des remplaçants et disputa trois parties : une partie contre John Nunn au 7e échiquier (=1), une contre Tony Miles au 9e (-1) et une contre Murray Chandler au 10e (=1). Il convient de noter qu'il joua toutes ses parties avec les Noirs.

## Le style
Son style de jeu est décrit comme offensif et il s'agit sans doute du résultat de la formation reçue dans sa jeunesse. Avec d'autres aspirants maîtres, il a été l'élève de Viktor Kart, un célèbre instructeur de l'école des sports de Lviv. Puis il s'est vu ensuite assigner un maître expérimenté pour progresser, en l'occurrence l'ancien champion du monde d'échecs Mikhaïl Tal, réputé pour son style d'attaque légendaire. Cette agressivité entraîne parallèlement une prise de risque parfois sanctionnée par des défaites inattendues contre des joueurs réputés plus faibles.
Dans le domaine des ouvertures, il a la réputation d'utiliser des variantes rares et inusitées. Il a dû faire usage de profondes recherches et d'une préparation précise pour pouvoir employer ces ouvertures de façon fructueuse, s'écarter de la théorie et se battre pour la victoire. Un exemple est 4.g3 dans la défense nimzo-indienne. Utilisée dans les années 1930, elle a été remise au goût du jour par Romanichine qui lui laisse son nom dans de nombreux manuels d'ouverture. Les variantes qui découlent d'un Fe7 précoce dans la défense française sont aussi le fruit de son travail (avec le MI John Kellner) dans les années 1970, et ont été pratiquées récemment par Alexander Morozevitch et Nigel Short.

## Une partie
Au XLIIIe championnat d'URSS (1975), à 23 ans, il infligea à l'ancien champion du monde et futur vainqueur du tournoi, à la défense pourtant si solide, sa seule défaite de la compétition:
Oleg Romanichine - Tigran Petrossian, Erevan, 1975.
1. c4 Cf6 2. Cc3 e6 3. Cf3 b6 4. e4 Fb7 5. Fd3 d6 6. Fc2 c5 7. d4 cxd4 8. Cxd4 Fe7 9. 0-0 0-0 10. b3 Cc6 11. Fb2 a6 12. Rh1 Dc7 13. f4 Tad8 14. Tc1 Db8 15. Tf3 g6 16. Cd5 exd5 17. exd5 Cxd4 18. Dxd4 Tde8 19. f5 Fd8 20. Dh4 Te5 21. Dh6 Dc7 22. Tg3 Fc8 23. Fxe5 dxe5 24. fxg6 fxg6 25. Fxg6 Cg4 26. Fh5 Tf6 27. Dd2 Txf4 28. d6 Dg7 29. d7 Fb7 30. Dxf4 1-0